# Ferrocarril en Malaui

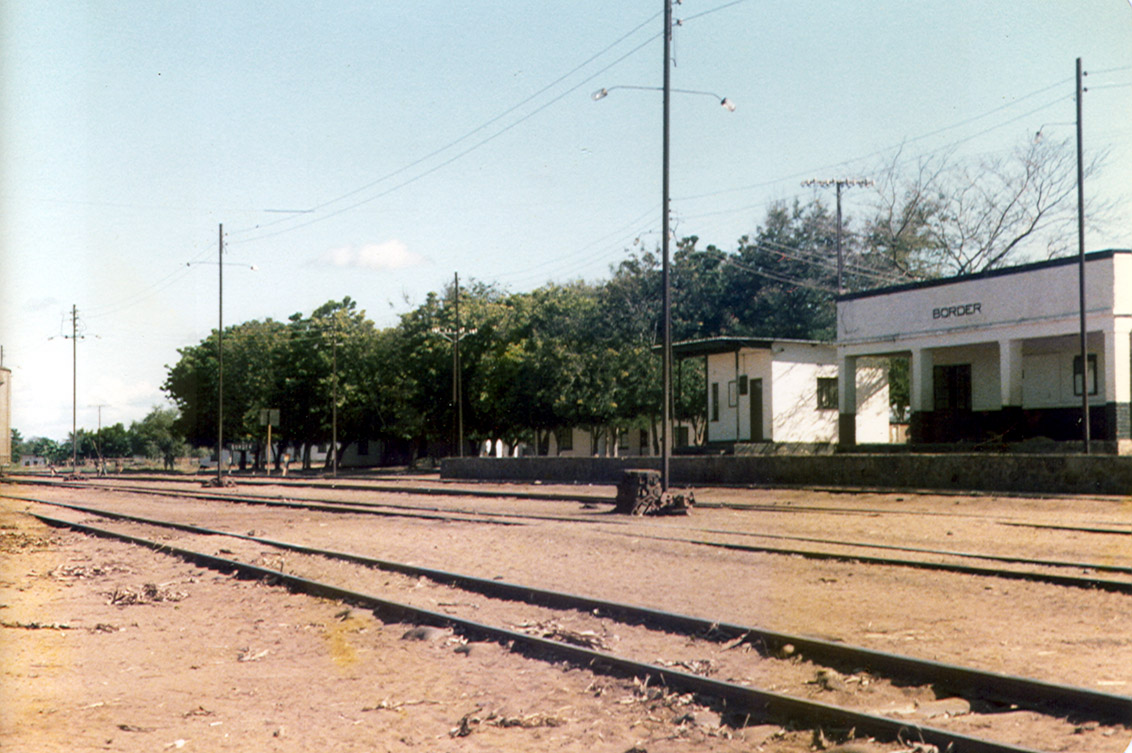
Estación de tren al sur de Malaui, con dirección a Mozambique

Malawi Railways es la red nacional de ferrocarriles de Malaui, gestionada por una empresa gubernamental hasta su privatización en 1999. A partir del 1 de diciembre de 1999, la Central East African Railways, un consorcio dirigido por la Railroad Development Corporation, obtuvo el derecho a explotar la red.
La red ferroviaria tenía 797 kilómetros en 2001. Al igual que la mayoría de los ferrocarriles del sur de África, está totalmente adaptada al ancho de vía del Cabo, es decir, 1067 mm.

## Mapas
- Mapa de Malaui (ONU)

## Enlaces ferroviarios con países adyacentes

### Mozambique
En la ciudad de Nkaya hay una interconexión entre el ferrocarril de Nacala y el de Sena. A través del ferrocarril de Nacala se puede acceder al puerto de Nacala, en el este, y al noroeste de Mozambique, a las minas de carbón de Moatize. A través del ferrocarril de Sena (o ferrocarril de las Tierras Altas de la Comarca), existe una conexión entre las ciudades de Mchinji, Lilongüe, Salima, Nkaya, Blantyre, Nsanje, Nhamayabué, Dondo y el puerto de Beira.
La línea ferroviaria de Nacala (línea del Corredor de Nacala) a Mozambique vía Nkaya al puerto de Nacala; por la línea ferroviaria de Sena, de Nkaya al Nhamayabué (Puente de Dona Ana) y Beira, no está operativa desde la guerra de Mozambique y necesita ser reconstruida.
En abril de 2011, el gobierno de Malaui y la empresa minera brasileña Vale firmaron un acuerdo para construir una línea de ferrocarril de 100 kilómetros desde las minas de carbón de Moatize hasta Blantire, donde se conectaría con las vías del puerto de Nacala.

### Tanzania y Zambia
En 2015, se propuso una ampliación de la línea de Chipata hasta un cruce con la línea de TAZARA en Serenje. En 2016 se adjudicó el contrato. No existe un enlace directo con la vecina Tanzania, ya que hay una ruptura de gálibo de 1.067 mm/1.000 mm.
En 1984 se completó un enlace ferroviario con Chipata, en Zambia, pero hasta 2010 no se abrió una conexión con el país. Esta línea permanece inactiva porque hay pocas instalaciones en Chipata.

### Más lecturas
- Robinson, Neil (2009), North, East and Central Africa, World Rail Atlas, ISBN 978-954-92184-3-5, OCLC 775130252.

- Datos: Q1137037
- Multimedia: Rail transport in Malawi / Q1137037